# Fomba Gasy
Fomba Gasy är den inhemska religionen på Madagaskar. 
Religionen förs traditionellt vidare genom muntliga berättelser (angano), av vilka den mest kända är Andriambahoaka-eposet. 
Fomba Gasy är en polyteistisk religion med ett panteon av gudar. Tron fokuserar på den högste skaparguden Zanahary och Guds son, hjälten Andrianerinerina, och delningen av världen mellan dem. 
Förfädersdyrkan (Andriamanitra) ingår i religionen. Bland denna aspekt finns även dyrkan av Vazimba.
Religionen innehåller ett antal tabun (fady).